# Болотниково (Нижньогородська область)
Болотниково (рос. Болотниково) — присілок в Вачському районі Нижньогородської області Російської Федерації.
Населення становить 86 осіб. Входить до складу муніципального утворення Филінська сільрада.

## Історія
Від 2009 року входить до складу муніципального утворення Филінська сільрада.

## Населення
| 1859 | 1897 | 1905 | 1926 | 1999 | 2002 | 2010 |
| ---- | ---- | ---- | ---- | ---- | ---- | ---- |
| 525  | ↗527 | ↘496 | ↗766 | ↘124 | ↘113 | ↘86  |